# Skoky do vody na mistrovství Evropy v plaveckých sportech 1995
Závody v skocích do vody na mistrovství Evropy v plaveckých sportech za rok 1995 proběhly ve Vídni, Rakousko ve dnech 17. až 27. srpna 1995.

## Česká stopa
Česko reprezentovaly Andrea Absolonová (*1976) a Kristýna Daňková (*1978). Obě z pardubického klubu SCPAP. Absolonová v skocích z 1 m prkna nepostoupila z kvalifikace a z 24 závodnic obsadila 20. místo. V skocích z 3 m prkna nepostoupila z kvalifikace a z 26 závodnic obsadila 15. místo. Daňková v disciplíně skoku z 10 m věže obsadila z 23 závodnic ve finále 12. místo. Šéftrenérkou reprezentace byla Marie Čermáková.

## Výsledky
| Muži              | Zlato                    | Zlato  | Stříbro                  | Stříbro | Bronz                       | Bronz  |
| ----------------- | ------------------------ | ------ | ------------------------ | ------- | --------------------------- | ------ |
| Skoky z 1 m prkna | Edwin Jongejans (NED)    | 420,75 | Joakim Andersson (SWE)   | 387,60  | Boris Lietzow (GER)         | 379,26 |
| Skoky z 3 m prkna | Dmitrij Sautin (RUS)     | 670,38 | Jan Hempel (GER)         | 634,05  | Roman Volodkov (UKR)        | 615,81 |
| Skoky z 10 m věže | Vladimir Timošinin (RUS) | 673,83 | Jan Hempel (GER)         | 662,46  | Dmitrij Sautin (RUS)        | 648,84 |
| Ženy              | Zlato                    | Zlato  | Stříbro                  | Stříbro | Bronz                       | Bronz  |
| Skoky z 1 m prkna | Vera Iljinová (RUS)      | 275,25 | Dörte Lindnerová (GER)   | 271,20  | Svetlana Alexejevová (BLR)  | 240,72 |
| Skoky z 3 m prkna | Vera Iljinová (RUS)      | 523,23 | Julija Pachalinová (RUS) | 520,20  | Claudia Bocknerová (GER)    | 518,64 |
| Skoky z 10 m věže | Ute Wetzigová (GER)      | 444,24 | Conny Schmalfußová (GER) | 435,84  | Svetlana Timošininová (RUS) | 431,55 |

## Medailová bilance
Ve skocích do vody se rozdělilo celkem 6 sad medailí.
| Pořadí | Stát             |       | Muži    | Muži  | Muži  |         | Ženy  | Ženy  | Ženy    |       | Muži + Ženy | Muži + Ženy | Muži + Ženy | Celkem |
| Pořadí | Stát             | Zlato | Stříbro | Bronz | Zlato | Stříbro | Bronz | Zlato | Stříbro | Bronz |             |             |             | Celkem |
| ------ | ---------------- | ----- | ------- | ----- | ----- | ------- | ----- | ----- | ------- | ----- | ----------- | ----------- | ----------- | ------ |
| 1.     | Rusko (RUS)      |       | 2       | 0     | 1     |         | 2     | 1     | 1       |       | 4           | 1           | 2           | 7      |
| 2.     | Německo (GER)    |       | 0       | 2     | 1     |         | 1     | 2     | 1       |       | 1           | 4           | 2           | 7      |
| 3.     | Nizozemsko (NED) |       | 1       | 0     | 0     |         | 0     | 0     | 0       |       | 1           | 0           | 0           | 1      |
| 3.     | Švédsko (SWE)    |       | 0       | 1     | 0     |         | 0     | 0     | 0       |       | 0           | 1           | 0           | 1      |
| 5.     | Ukrajina (UKR)   |       | 0       | 0     | 1     |         | 0     | 0     | 0       |       | 0           | 0           | 1           | 1      |
| 5.     | Bělorusko (BLR)  |       | 0       | 0     | 0     |         | 0     | 0     | 1       |       | 0           | 0           | 1           | 1      |
| Celkem | Celkem           |       | 3       | 3     | 3     |         | 3     | 3     | 3       |       | 6           | 6           | 6           | 18     |